# Leucactinia
Leucactinia là một chi thực vật có hoa trong họ Cúc (Asteraceae).

## Loài
Chi Leucactinia gồm các loài: